# Bannister Green
 (avril 2023).
Pour les articles homonymes, voir Bannister.
Bannister Green est un village de l'Essex, en Angleterre, dans la paroisse civile de Felsted.
On y trouvait l'arrêt de Bannister Green (en) sur la ligne ferroviaire Bishop's Stortford-Braintree Branch Line (en), avant la fermeture de cette halte en 1952. Le vieux pub traditionnel local, The Three Horseshoes est aujourd'hui fermé. En 2018, la population était estimée à 1167 habitants.